# Kołtyniany (gmina)
Gmina Kołtyniany (lit. Kaltanėnų seniūnija) – gmina w rejonie święciańskim okręgu wileńskiego na Litwie.